# 彼得·杰克逊
彼得·勞勃·傑克森 （英語：Peter Robert Jackson，1961年10月31日—）生于新西兰普克拉海湾，新西兰著名电影导演、编剧及制片人，最出名的作品如《魔戒电影三部曲》（2001年至2003年），并由此获得奥斯卡最佳导演奖，除此之外還包括《哈比人電影系列》（2012年至2014年），兩者皆改編自J·R·R·托爾金所寫的小說。其他作品尚有《夢幻天堂》（1994年）、紀錄片《被遺忘的影片》（1995年）、《神通鬼大》（1996年）、《金剛》（2005年）以及《蘇西的世界》（2009年）。監製作品包含《第九禁區》（2009年）、《丁丁歷險記》（2011年）和紀錄片《非法的正義》（2012年）。

## 生平
彼得·杰克逊出生于新西兰惠灵顿附近的一个海滨小镇，從小就熱愛恐怖與幻想。9岁时受到怪物影片《金刚》的影响，开始迷上电影特效。1969年耶誕節，他從父母那裡得到一台照相機後，便在學校拍攝「電影」，與同學們扮成二戰中的德軍與英軍。中學時他離開學校，在威靈頓一家報社工作達七年之久。他在18歲時讀完托爾金的文學作品《魔戒》，當時已有將其改編為電影的想法。
1983年至1987年，彼得·杰克逊制作出他的首部长片《宇宙怪客》（Bad Taste，又名《坏品味》），得到了新西兰国家电影局的赏识。该片参加了1988年坎城影展。这部电影使彼得·杰克逊成了新西兰最有名的独立导演。在1994年上映、改編自真實事件的電影《夢幻天堂》更使杰克逊獲得了奧斯卡最佳原創劇本提名和威尼斯影展银狮奖，且提高了他的知名度。在《夢幻天堂》攝製期間，杰克逊和理查·泰勒、塔妮亞·羅德格一同設立了專門製作電腦特效的維塔工作室。
杰克逊成功说服美国新线电影公司让他在新西兰拍摄《魔戒》，這幾乎是有史以来投資最大的一部影片。《魔戒》三部曲取得了票房和口碑的双丰收，在30项奥斯卡金像奖提名里赢得17项，该片的成功使他名利双收。2004年，环球影业以2000万美元加分红的高额酬金请彼得·杰克逊翻拍《金刚》，这也是史上电影导演的最高薪酬。而新版《金刚》同样获得了巨大成功。
2009年，他担任制片人，与著名导演史蒂芬·斯皮尔伯格合作拍摄动画电影系列《丁丁历险记》的第一部。預定未來系列第二部将由他本人执导，第三部由两人共同执导。
2011年3月，他开拍《魔戒電影三部曲》的前传《霍比特人电影系列》，分成三部分别于2012年12月14日、2013年12月13日和2014年12月17日上映。三部電影均獲得好評及優異的票房收入。
2016年10月，宣布杰克逊將監製菲利普·雷夫的2001年小說《移動城市：致命引擎》的改編電影，定於2017年春季在紐西蘭拍攝；此外，該計畫早於2009年12月，杰克逊就已興趣製作。電影《移動城市：致命引擎》定於2018年上映。

## 慈善活動
杰克逊曾向威靈頓捐贈一千萬美元用於保護當地的古老建築與教堂。2010年，他邀請八名威靈頓兒童醫院的病童參觀自己的住家。2015年他表示將會協助紐西蘭政府重建一战纪念博物馆。

## 个人生活

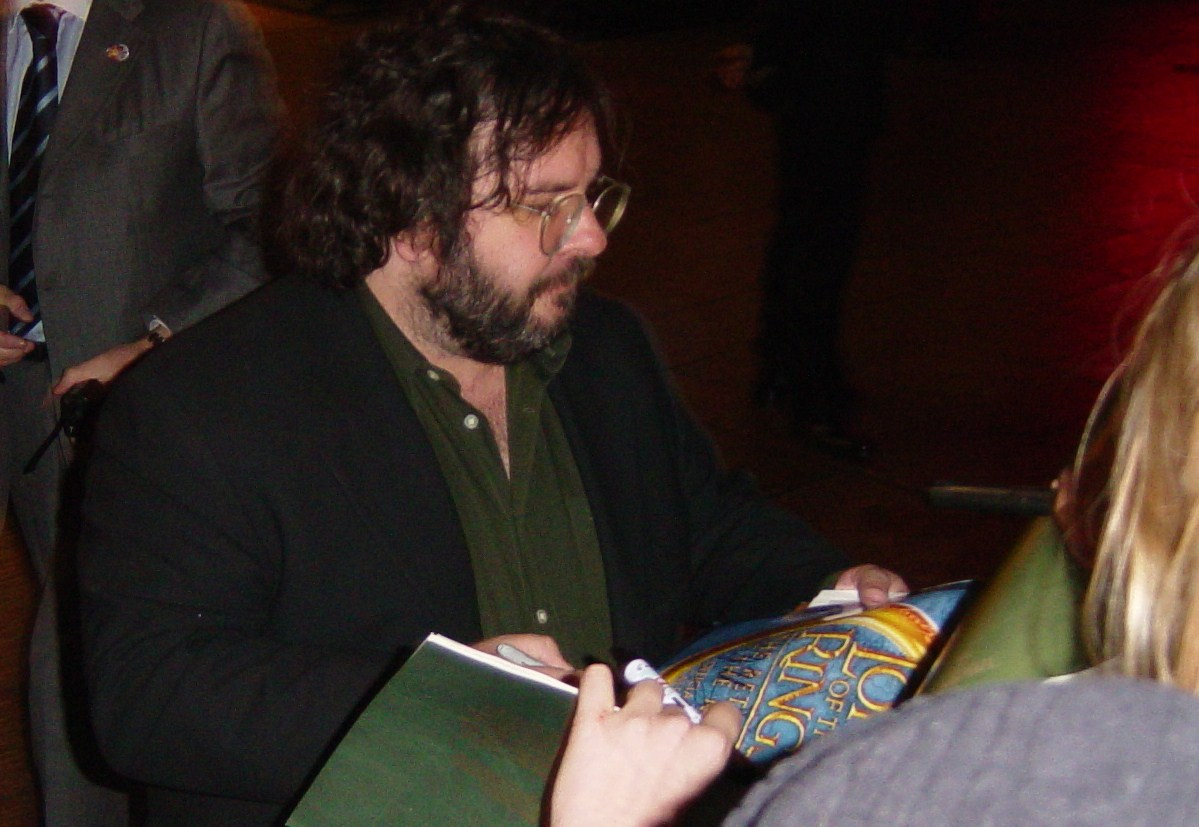
彼得·杰克逊於2003年。

彼得·杰克逊的妻子法蘭·華許和他志同道合，1987年结婚以来，她担任了杰克逊多部电影（包括《魔戒》）的编剧。他們的兒子比利·傑克森（1995年出生）和女兒凱蒂·傑克森（1996年出生）也在《魔戒》、《哈比人》等電影裡客串。
2005年彼得·杰克逊在執導《金剛》時，便開始停止吃垃圾食品、只吃水果和蔬菜，因而成功減肥。同時他也做了近視雷射手術，以便可以不再戴眼鏡。
彼得·杰克逊非常熱愛托爾金筆下的中土世界，且以「哈比人」自居，曾說：「相比於矮人和哈比人，我覺得我更像哈比人，比如不喜歡離開家，喜歡跟家人和朋友在一起」、「如果在哈比人文明和現代文明之間選擇，我寧願選擇哈比人的世界」。在拍完《魔戒》後，杰克逊得到新線公司許可，請一批劇組布景師在他懷拉拉帕的住家中搭建「袋底洞」（《魔戒》中比爾博·巴金斯的住所），近乎還原了電影的場景。像史蒂芬·史匹柏、喬治·盧卡斯等一些杰克逊的好友都曾參觀過該處。
中國大陸不少觀眾皆暱稱彼得·杰克逊為「彼得大帝」，2015年杰克逊在造訪中國時表示：「我真的非常感謝中國影迷送給我『彼得大帝』這個稱號，希望我日後可以配得上它。」

## 榮譽
2002年彼得·杰克逊获得新西兰员佐勋章（MNZM）。2010年荣膺骑士爵位。
2014年12月杰克逊於好萊塢星光大道上留名，成為那裡的第2,538顆星。

## 作品列表

### 導演
| 年份 | 影片                                                                      | 奥斯卡提名 | 奥斯卡获奖 | BAFTA 提名 | BAFTA 获奖 | 金球奖提名 | 金球奖获奖 | 附註     |
| ---- | ------------------------------------------------------------------------- | ---------- | ---------- | ---------- | ---------- | ---------- | ---------- | -------- |
| 1976 | 《The Valley》                                                            |            |            |            |            |            |            | 短片     |
| 1987 | 《宇宙怪客》（Bad Taste）                                                 |            |            |            |            |            |            |          |
| 1989 | 《瘋狂肥寶綜藝秀》 （Meet the Feebles）                                   |            |            |            |            |            |            |          |
| 1992 | 《新空房禁地》（Braindead）                                               |            |            |            |            |            |            |          |
| 1994 | 《夢幻天堂》（Heavenly Creatures）                                        | 1          |            |            |            |            |            |          |
| 1995 | 《被遗忘的影片》（Forgotten Silver）                                      |            |            |            |            |            |            | 訪紀錄片 |
| 1996 | 《神通鬼大》（The Frighteners）                                           |            |            |            |            |            |            |          |
| 2001 | 《指环王：护戒使者》（The Lord of the Rings: The Fellowship of the Ring） | 13         | 4          | 4          |            | 13         | 5          |          |
| 2002 | 《指环王：双塔奇兵》（The Lord of the Rings: The Two Towers）             | 6          | 2          | 2          |            | 10         | 3          |          |
| 2003 | 《指环王：王者归来》 （The Lord of the Rings: The Return of the King）    | 11         | 11         | 4          | 4          | 12         | 5          |          |
| 2005 | 《金剛》（King Kong）                                                     | 4          | 3          | 2          |            | 3          | 1          |          |
| 2008 | 《Crossing the Line》                                                     |            |            |            |            |            |            | 短片     |
| 2009 | 《可爱的骨头》（The Lovely Bones）                                        | 1          |            | 1          |            | 2          |            |          |
| 2012 | 《霍比特人：意外旅程》（The Hobbit: An Unexpected Journey）               | 3          |            |            |            | 3          |            |          |
| 2013 | 《霍比特人2：史矛革荒漠》（The Hobbit: The Desolation of Smaug）          | 3          |            |            |            | 2          |            |          |
| 2014 | 《哈比人：五軍之戰》（The Hobbit: The Battle of the Five Armies）         | 1          |            |            |            | 1          |            |          |
| 2018 | 《他們不再老去》 （They Shall Not Grow Old）                              |            |            | 1          | 1          |            |            | 紀錄片   |
| 總計 | 總計                                                                      | 43         | 20         | 14         | 5          | 46         | 14         |          |

### 監製
- 《宇宙怪客》（Bad Taste，1987）
- 《瘋狂肥寶綜藝秀》 （Meet the Feebles，1989）
- 《Valley of the Stereos》 （1992，短片）: 联合制片人
- 《Jack Brown Genius》 （1994）
- 《梦幻天堂》（Heavenly Creatures，1994）: 联合制片人
- 《神通鬼大》（The Frighteners，1996）
- 《指环王：护戒使者》（The Lord of the Rings: The Fellowship of the Ring，2001）
- 《指环王：双塔奇兵》（The Lord of the Rings: The Two Towers，2002）
- 《The Long and Short of It》 （2003，短片）: 执行制片人
- 《指环王：王者归来》 （The Lord of the Rings: The Return of the King，2003）
- 《金剛》（King Kong，2005）
- 《第九区》（District 9，2009）
- 《可爱的骨头》（The Lovely Bones，2009）
- 《丁丁历险记：独角兽号的秘密》（The Adventures of Tintin: Secret of the Unicorn，2011）
- 《霍比特人》（The Hobbit，2012）
- 《他們不再老去》（They Shall Not Grow Old，2018）
- 《移動城市：致命引擎》（Mortal Engines，2018）